# Ceratophyus hoffmannseggi
Ceratophyus hoffmannseggi is een keversoort uit de familie mesttorren (Geotrupidae). De wetenschappelijke naam van de soort werd in 1856 gepubliceerd door Léon Marc Herminie Fairmaire.